# Nekrolog

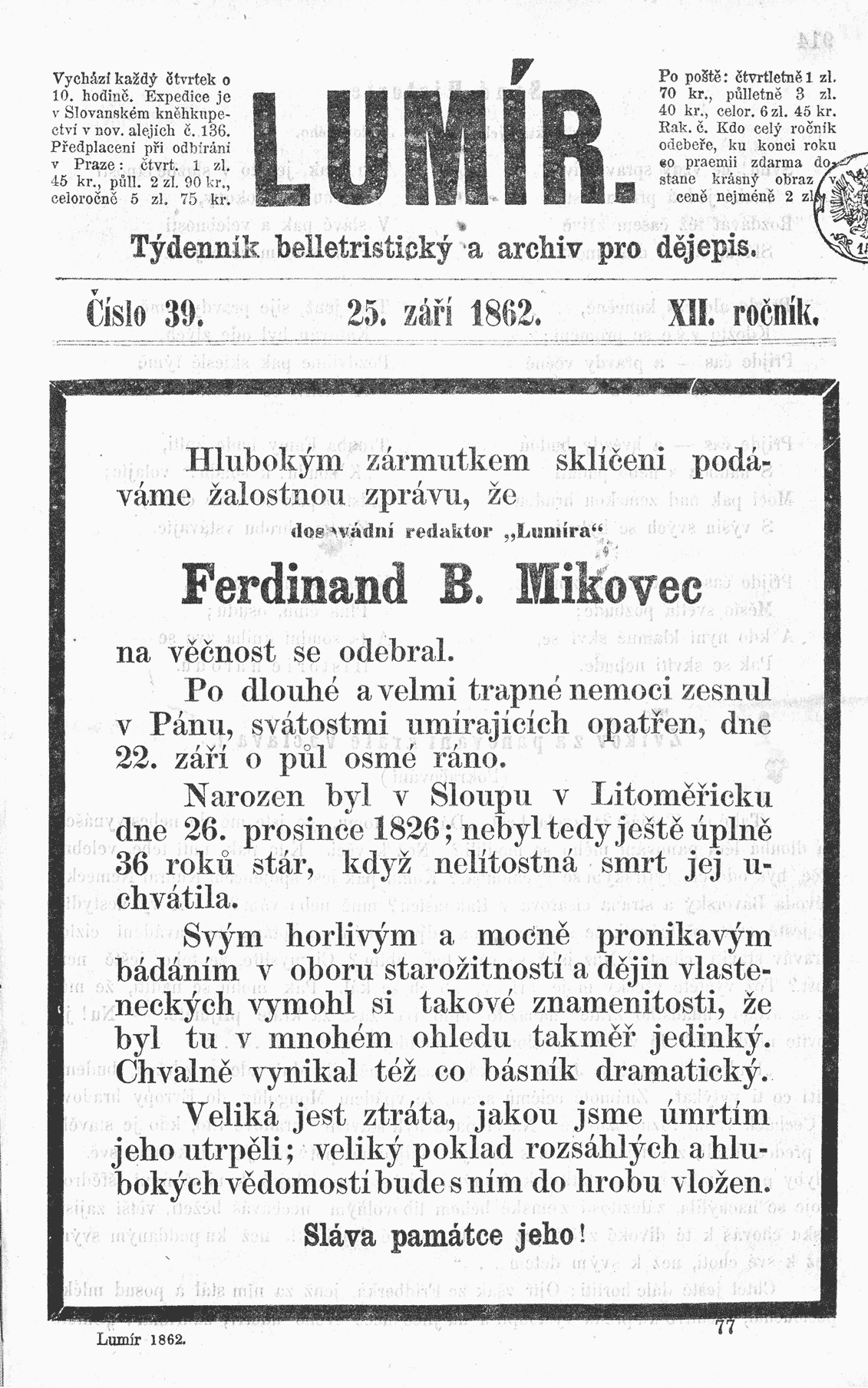
Nekrolog Ferdinanda Břetislava Mikovce otištěný v časopisu Lumír

Nekrolog je novinový článek obsahující vzpomínku na nedávno zemřelou osobu, zejména jisté společenské významnosti (politici, umělci aj.). Nekrolog může psát redaktor deníku nebo často i umělecký kolega a nekrolog je poté uveřejněn v novinách. V nekrologu jsou obvykle uvedeny životní etapy významné pro jeho působení, kariéru apod.
Nekrolog může mít i formu ústního projevu, zejména při pohřebním rozloučení, vzpomínkové akci, pietní akci a podobně.